# مسجد سرسنگ (یزد)
مسجد سر سنگ مربوط به دوره قاجار است و در یزد، خیابان مهدی، کوچه جوی هُرهُر، محله سر سنگ واقع شده و این اثر در تاریخ ۱۷ اسفند ۱۳۸۱ با شمارهٔ ثبت ۷۷۷۳ به‌عنوان یکی از آثار ملی ایران به ثبت رسیده است.